# 아이하시촌
아이하시촌(合橋村)은 효고현 이즈시군에 있던 촌이다. 현재의 도요오카시 서반에 해당한다.